# Jorge Contreras Lira
Jorge Alejandro Contreras Lira, (Lo Barnechea, Santiago de Chile, 3 de julio de 1960) más conocido como "Coke" Contreras es un exfutbolista y entrenador de fútbol chileno. Su carrera futbolística tuvo su apogeo desde mediados de los años 1980 a hasta principios de los 1990, retirándose en 1999. En la actualidad se encuentra libre, tras dirigir a Deportes Iberia de la Segunda División de Chile.

## Trayectoria

### Como jugador
Jugó principalmente como medio volante o medio centro, destacó prontamente en su país local, en clubes como Palestino, donde debutó, y Regional Atacama, lo que lo llevó a ser nominado a la selección de Chile. A pesar de no jugar el Mundial de España 1982, sería en 1987, con el subcampeonato de la Copa América obtenido por Chile cuando saltó a la fama. En aquella selección destacaron jugadores como Jorge Aravena,Juan Carlos Letelier, Ivo Basay y el arquero Roberto Rojas.
Su buen cometido le hizo dar el salto a Europa. Fichó por la Unión Deportiva Las Palmas, equipo canario de la Liga Española, donde jugó por seis temporadas cuajando grandes actuaciones en lo personal y en lo colectivo, pues fue uno de los artífices del ascenso a primera en su segundo año de permanencia en el club, y de dos muy buenas temporadas en dicha categoría, anotando 93 goles en 257 partidos oficiales, incluyendo el gol número 40 000, contados desde la creación de la Liga española de fútbol en la temporada 1928-1929, el que convirtió en abril de 1988.
Posterior a la temporada 1987/88 se produjo el descenso a segunda división del club, y tras un año en esa categoría, regresó a Chile para jugar en Universidad Católica, que entonces entrenaba Vicente Cantatore. 
En 1993 tras no renovar con el conjunto cruzado, firmó por Colo-Colo, con el que consiguió su primer título profesional, el Campeonato Nacional de Primera División de Chile 1993, siendo el goleador del club en dicha temporada con 9 goles. En 1994 obtiene con ese mismo equipo la Copa Chile 1994. Después de su exitoso paso por Colo-Colo, tuvo una breve estadía en el fútbol mexicano, en el equipo Tampico Madero F. C., para retornar definitivamente Deportes Concepción, de la liga chilena, en el año 1995. Posteriormente continuaría su carrera deportiva en las filas de Santiago Wanderers, para retirarse en su club de su origen, Palestino, en 1999.

### Como entrenador
En el año 2006 se incorpora como técnico en las divisiones menores de Universidad Católica, de la que llega a ser entrenador auxiliar del primer equipo junto a Fernando Carvallo. En 2008 se hace cargo del banquillo de Unión La Calera, en la Primera división B de Chile. Luego fue ayudante de Mario Soto en Cobreloa en 2010. A finales de ese mismo año se incorporó a Puerto Montt como entrenador principal para la temporada 2011.
En el año 2012 asume el cargo de Jefe Técnico del Fútbol Joven de A. C. Barnechea. En abril de 2016 pasa a dirigir el plantel profesional de dicho club, en reemplazo de Jorge Miranda, en la Primera B de Chile. En la temporada 2017 logra el retorno del club a la Primera B, no obstante lo anterior, decide no continuar en la Dirección Técnica del primer equipo, volviendo a dirigir a los cadetes del club.
En enero de 2019 se hizo cargo de la dirección técnica de Deportes Melpilla, equipo de la Primera B de la liga chilena. En abril del mismo año fue despedido. Tras dos meses sin equipo fue contratado por Deportes Iberia en el tercer nivel del fútbol de Chile. Los malos resultados hicieron que fuera destituido el 23 de noviembre de 2020.

## Selección nacional
Disputó con su selección las Copas América de 1987 y Copa América 1991, esta última celebrada en Chile, y que creó gran expectación en dicho país, debido en parte al surgimiento de Iván Zamorano, futura estrella mundial, que formaría una dupla esperanzadora junto a Patricio Yáñez. A pesar de ello, la selección chilena no se pudo titular campeón, alcanzando el tercer lugar en la competencia. También fue nominado a algunos partidos en las Eliminatorias a Francia 1998.

### Participaciones en Copa América
| Copa              | Sede      | Resultado    |
| ----------------- | --------- | ------------ |
| Copa América 1987 | Argentina | Subcampeón   |
| Copa América 1991 | Chile     | Tercer lugar |

### Participaciones en eliminatorias a la Copa del Mundo
| Eliminatoria                 | Sede    | Resultado   | Posición | Partidos |
| ---------------------------- | ------- | ----------- | -------- | -------- |
| Clasificatorias Francia 1998 | Francia | Clasificado | 4.º      | 4        |

## Clubes

### Como jugador
| Club                 | País   | Año       |
| -------------------- | ------ | --------- |
| Palestino            | Chile  | 1978-1980 |
| Regional Atacama     | Chile  | 1981-1982 |
| Palestino            | Chile  | 1983      |
| U. D. Las Palmas     | España | 1983-1989 |
| Universidad Católica | Chile  | 1989-1992 |
| Colo Colo            | Chile  | 1993-1994 |
| Tampico Madero       | México | 1994-1995 |
| Deportes Concepción  | Chile  | 1995-1996 |
| Santiago Wanderers   | Chile  | 1997      |
| Palestino            | Chile  | 1998-1999 |

### Como asistente
| Club     | País  | Año  |
| -------- | ----- | ---- |
| Cobreloa | Chile | 2010 |

### Como entrenador
| Club                  | País  | Año       | PJ  | PG | PE | PP | Efectividad |
| --------------------- | ----- | --------- | --- | -- | -- | -- | ----------- |
| Unión La Calera       | Chile | 2008-2009 | 88  | 24 | 27 | 37 | 37.5%       |
| Deportes Puerto Montt | Chile | 2011      | 25  | 10 | 6  | 9  | 48%         |
| Barnechea             | Chile | 2016-2017 | 32  | 19 | 5  | 8  | 68.15%      |
| Deportes Melipilla    | Chile | 2019      | 9   | 2  | 5  | 2  | 40.74%      |
| Deportes Iberia       | Chile | 2019-2020 | 18  | 4  | 8  | 6  | 37.03%      |
| Total                 | Total | Total     | 172 | 59 | 51 | 62 | 44.18%      |

## Palmarés

### Como jugador
| Título           | Club                 | País  | Año  |
| ---------------- | -------------------- | ----- | ---- |
| Copa Chile       | Universidad Católica | Chile | 1991 |
| Primera División | Colo-Colo            | Chile | 1993 |
| Copa Chile       | Colo-Colo            | Chile | 1994 |

### Como entrenador
| Título                       | Club      | País  | Año     |
| ---------------------------- | --------- | ----- | ------- |
| Segunda División Profesional | Barnechea | Chile | 2016-17 |